# Довга ніч
«Довга ніч» (англ. Big Night) — комедійна драма 1996 року.

## Сюжет
Прімо і Секондо — брати, які емігрували з Італії, щоб відкрити в США італійський ресторан. Прімо — запальний і талановитий кухар, який не хоче витрачати свій талант на пересічні страви, які очікують клієнти. Секондо намагається підтримувати ресторан на плаву, хоча у них не так вже й багато відвідувачів, включаючи художника, який платить своїми картинами.